# Gunnar Hellström
För andra betydelser, se Gunnar Hellström (olika betydelser).
John Evert Gunnar Hellström, född 6 december 1928 på Alnön i Medelpad, död 28 november 2001 i Nynäshamn, var en svensk skådespelare och filmregissör.

## Biografi
Hellström tog teaterlektioner hos Ingrid Luterkort 1947 och därefter hos Gösta Terserus och kom till sist 1952 in på Dramatens elevskola. Den unge Hellström fick arbeta under några av den tidens stora regissörer, bland annat Alf Sjöberg och Hampe Faustman. Tidiga roller var som Tybalt i Romeo och Julia på Dramaten 1953 och som frikyrkopredikanten Simon Angus i filmen Simon syndaren 1954. Den filmen regisserade han själv liksom Nattbarn 1956 och Synnöve Solbacken 1957.
Sin största regissörsframgång hade Hellström med Chans från 1962, som byggde på Birgitta Stenbergs roman med samma namn. Han spelade även teater. Bland föreställningarna kan nämnas Agatha Christies Råttfällan på Lorensbergsteatern 1959 och Tennessee Williams Ungdomens ljuva fågel på Vasateatern samma år.
Från början av 1960-talet var han verksam som skådespelare och regissör i Hollywood. Han regisserade avsnitt i de populära westernserierna Gunsmoke, Bröderna Cartwright, Familjen Macahan och The Wild Wild West. Mellan 1979 och 1983 regisserade han några avsnitt av TV-serien Dallas, och spelade en roll i några avsnitt 1989. Gunnar Hellström gästspelade även i den amerikanska krigsserien Combat!.
För en yngre publik blev han känd genom sina filmer om Raskenstam (1983) och Zorn (1994), i vilka han själv gjorde respektive huvudroll. Som sol-och-våraren Raskenstam spelade Hellström mot bland andra Agnetha Fältskog. Zorn blev Gunnar Hellströms sista stora filmprojekt.

## Filmografi i urval
| - 1952 – Hon kom som en vind - 1952 – Ubåt 39 - 1953 – Marianne - 1953 – Göingehövdingen - 1953 – Barabbas - 1954 – Karin Månsdotter - 1954 – Simon Syndaren - 1956 – Nattbarn - 1957 – Synnöve Solbakken - 1960 – Domaren - 1961 – Stöten - 1961 – Karneval - 1961 – Skandal i Peyton Place - 1965 – Nattmara - 1971 – Paul Temple (TV-serie) - 1975 – Gäst hos Hagge (gäst i TV-program) - 1976 – Djungeläventyret Campa, Campa - 1977 – Ärliga blå ögon (TV-serie) - 1981 – Jag rodnar - 1983 – Raskenstam - 1989 – Dallas (TV-serie) - 1994 – Zorn (TV-film) | - 1954 – Simon Syndaren - 1956 – Nattbarn - 1957 – Synnöve Solbakken - 1962 – Chans - 1967–1975 – Krutrök (TV-serie) (33 avsnitt) - 1968 – Bröderna Cartwright (TV-serie) (1 avsnitt) - 1979–1983 – Dallas (TV-serie) (6 avsnitt) - 1979 – Familjen Macahan (TV-serie) (1 avsnitt) - 1983 – Raskenstam - 1994 – Zorn (TV-film) - 1954 – Simon Syndaren - 1956 – Nattbarn - 1957 – Synnöve Solbakken - 1983 – Raskenstam - 1994 – Zorn (TV-film) - 1981 – Negerbusar - 1983 – Raskenstam - 1994 – Zorn (TV-film) |

## Teater

### Roller (ej komplett)
| År   | Roll                                 | Produktion                              | Regi                         | Teater           |
| ---- | ------------------------------------ | --------------------------------------- | ---------------------------- | ---------------- |
| 1951 | Överjägaren Länsman Falkenburgs ande | Amorina Carl Jonas Love Almqvist        | Alf Sjöberg                  | Dramaten         |
| 1951 | Allan                                | Simon trollkarlen Tore Zetterholm       | Arne Ragneborn               | Dramaten         |
| 1952 | En annan jude                        | De vises sten Pär Lagerkvist            | Alf Sjöberg                  | Dramaten         |
| 1956 | Brick                                | Katt på hett plåttak Tennessee Williams | Sandro Malmquist             | Riksteatern      |
| 1958 | Kommissarie Trotter                  | Råttfällan Agatha Christie              | Börje Mellvig                | Blancheteatern   |
| 1958 | Chance Wayne                         | Ungdoms ljuva fågel Tennessee Williams  | Per Gerhard                  | Vasateatern      |
| 1959 | Kommissarie Trotter                  | Råttfällan Agatha Christie              | Börje Mellvig Bengt Blomgren | Lisebergsteatern |
| 1996 | Stikkan Lind                         | Solskenspojkarna Neil Simon             | Hans Klinga                  | Intiman          |